# A1 Hrvatska
A1 Hrvatska d.o.o. (dawniej Vipnet) – chorwacki operator telefonii komórkowej z siedzibą w Zagrzebiu. Stanowi część grupy A1 Telekom Austria.
Przedsiębiorstwo rozpoczęło działalność w 1999 roku.